# Áno Poróïa
Áno Poróïa (Ano Poroia) är en ort i Grekland.   Den ligger i prefekturen Nomós Serrón och regionen Mellersta Makedonien, i den norra delen av landet, 400 km norr om huvudstaden Aten. Áno Poróïa ligger 372 meter över havet och antalet invånare är 965.
Terrängen runt Áno Poróïa är varierad, och sluttar söderut. Runt Áno Poróïa är det ganska glesbefolkat, med 26 invånare per kvadratkilometer. Närmaste större samhälle är Agía Paraskeví, 15,1 km väster om Áno Poróïa. Trakten runt Áno Poróïa består till största delen av jordbruksmark.